# Sigmodon inopinatus
Sigmodon inopinatus és una espècie de mamífer rosegador de la família dels cricètids. És endèmic dels Andes equatorians, on viu a altituds d'entre 3.500 i 4.000 msnm. Els seus hàbitats naturals són els aiguamolls i les ribes dels rierols. Està amenaçat per la desforestació, la fragmentació del seu medi i l'expansió de l'agricultura. El seu nom específic, inopinatus, significa ‘inesperat’ en llatí.